# Воскохорска базилика
Воскохорската базилика (на гръцки: Παλαιοχριστιανική Βασιλική Βοσκοχωρίου) е археологически обект край кожанското село Воскохори (Чобанли).
Базиликата е открита и разкопана в 1935 година. Част е от късноантично селище от V век, съществувало и през средновековието до завладяването на района от османските турци. На пода на базиликата са запазени ценни мозайки.